# Achille Serra
Achille Serra (Roma, 16 ottobre 1941) è un poliziotto, dirigente pubblico e politico italiano.
È stato prefetto di Ancona, Palermo, Firenze e Roma.
È stato deputato di Forza Italia nella XIII legislatura durante la quale si dimise. Dopo essere stato eletto al Senato per il Partito Democratico alle elezioni politiche del 2008, due anni più tardi ha aderito al gruppo dell'UdC.

## Biografia
Ha conseguito la maturità classica presso il liceo "Augusto" di Roma. Laureatosi in giurisprudenza, entra nelle file del Corpo delle guardie di Pubblica Sicurezza nel 1968, come vicecommissario a Milano.

### Attività in polizia
Successivamente ricopre gli incarichi di dirigente della squadra mobile, capo della DIGOS e della Criminalpol. Sotto la sua gestione con l'ausilio del maresciallo della squadra mobile, Ferdinando Oscuri furono sgominate, fra le altre, le bande di Renato Vallanzasca, Angelo Epaminonda e Francis Turatello.
Nominato questore nel 1991, dirige le questure di Sondrio e Cremona e lo S.C.O. (Servizio centrale operativo). Appartengono a quel periodo importanti operazioni, fra le quali Green Ice, che vide coinvolti 12 paesi esteri, con l'arresto di centinaia di trafficanti di droga, e che assestò un colpo durissimo al cartello di Medellín.
Nel 1993 è nominato questore di Milano, e nel 1994 prefetto di prima classe e vice capo vicario della polizia di Stato.

### Prefetto
Diviene quindi prefetto di Ancona, di Palermo e di Firenze.
Dal 2003 è prefetto di Roma, incarico che ricopre sino al 3 settembre 2007, per assumere il ruolo di "Alto commissario per la prevenzione ed il contrasto della corruzione nella Pubblica amministrazione".
Il nome di Serra balzò alle cronache durante i gravissimi incidenti di Roma-Manchester United del 4 aprile 2007 - partita valida per i quarti di finale del torneo di Champions League -  quando la polizia attaccò il settore dello stadio Olimpico dove erano stipati i tifosi inglesi, ferendone molti che non avevano alcuna responsabilità per gli incidenti scoppiati fra opposte tifoserie fuori dell'impianto. Serra giustificò l'operato dei poliziotti. Il governo inglese chiese spiegazioni per l'accaduto e anche l'UEFA aprì un'inchiesta, ma le autorità italiane non presero provvedimenti contro il prefetto.

### Attività politica
Eletto alla Camera dei deputati nelle liste di Forza Italia nella XIII legislatura (collegio 6, Lombardia 1) a partire dal 9 maggio 1996, si dimette da deputato il 31 marzo 1998 e gli subentra Gaetano Pecorella.
Eletto al Senato in Toscana per il Partito Democratico alle elezioni politiche del 2008 è vice presidente della Commissione Difesa.
Il 30 settembre 2010 il senatore Achille Serra ha lasciato il Pd e si è iscritto al gruppo UdC a Palazzo Madama diventando vice capogruppo dell'UdC al Senato dopo l'abbandono di Dorina Bianchi verso il Pdl.. Resta parlamentare fino al marzo 2013.

## Pubblicazioni
- Una giustizia senza scorta (serie Diari e memorie), Piemme, Casale Monferrato 1996
- Poliziotto senza pistola: a Milano negli anni di piombo e della malavita organizzata, a cura di Monica Peruzzi, Bompiani Overlook, Milano 2006 Premio Nazionale Rhegium Julii, Saggistica[3]
- La legalità raccontata ai ragazzi, Giunti junior, Firenze-Milano 2012
- Prefazione a Milano criminale: esplosioni di violenza all'ombra della madonnina, di Andrea Accorsi e Daniela Ferro; introduzione di Orazio Sorrentini, Newton Compton, Roma 2015

con Giovanni Di Sorte, 
- Milano da morire: le inchieste del commissario Rocchi: fatti realmente accaduti e liberamente rivisitati, Giunti, Firenze-Milano 2016
- Come l'aria che cammina: le inchieste del commissario Rocchi, Edizioni Clichy, Firenze 2018